# Никола Шипковенски
Никола Спасов Шипковенски е виден български психиатър, професор, основоположник на психопатологията и в частност на модерната съдебна психиатрия в България.

## Биография
Роден е в старопланинския град Троян на 19 декември 1906 г. След завършването на основното си образование, между 1925 и 1933 г., следва медицина в Софийския университет, след което работи година като участъков лекар в село Орешак.
От 1934 до 1937 г. е общински градски лекар в родния си град Троян, като същевременно се записва (1936) да специализира нервни и душевни болести в Мюнхен, Германия. През 1938 г. издава в Берлин Schizophrenie und Mord (бълг. „Шизофрения и убийство“), в която описва за първи път с помощта на примери двойствеността при самоубийствени импулси и тези, причинени от чужда агресия. През 1939 г. завършва специализацията си и се завръща в България.
Между 1938 и 1939 г. Шипковенски е доброволен лекар, а от 1939 до 1942 г. е доброволен и редовен асистент в Университетската невропсихиатрична клиника в София. През 1943 – 1945 г. Никола Шипковенски е първоначално доброволен, а впоследствие и редовен асистент в Института по съдебна медицина при СМА и в Невро-психиатрична клиника на Софийския университет (1945 – 1947). През 1947 г. Шипковенски става редовен доцент в Университетската невро-психиатрична клиника на Софийския университет, а професор – през 1954 г.
От 1960 г. е член на Международния съвет по групова психотерапия. Издава във Виена „Болестни реакции на личността – невроза и психогенни психози“ (1961) и „Слабоумие и престъпление“ в Йена (1962). Особено интересна е публикацията му „Психопатология на ръкуването“, която и до днес е уникална в световната психиатрична литература.
През 1963 г. професор Шипковенски става член на Френското дружество за психосоматична медицина и на Световната федерация по неврология, издава на немски език „Ятрогения или освобождаваща психотерапия – кръстопът на всеки лекар“. През 1968 г. защитава дисертация на тема „Проблеми на шизофренните и циклофренните умъртвявания“ за научна степен „доктор на медицинските науки“.
Шипковенски има огромен брой научни публикации на немски, френски, италиански, полски и руски език. В България издига идеята за създаване на Институт по съдебна психиатрия, който да се ангажира с проблемите на съдебнопсихиатричната и съдебнопсихологичната експертиза.
Поддържа тесни контакти с проф. Карл Леонхард, който ръководи психиатричната клиника в болницата „Шарите“ в Берлин. Леонхард е бил негов гост в София и е изнасял публични лекции. Неговият наставник от годините на специализацията му в Германия – световноизвестният проф. Освалд Бумке, също е бил гост на Шипковенски в София и е изнасял публична лекция.
Шипковенски е обект на репресии по повод неговите контакти със западни психиатри и възгледите му в областта на психиатрията. В края на 1960-те и началото на 1970-те години се организират „публични“ дискусии, на които професорът е порицаван и заклеймяван за своята научна дейност с чисто политически мотиви.
Въпреки това той остава реалният основател на системното обучение по съдебна психиатрия в България. През 1971 г. Никола Шипковенски става консултант в Психиатричната клиника на Медицинската академия в София.
Публична известност придобива интервюто на проф. Шипковенски с Ванга, което е заснето от Българската телевизия и е част от документалния филм „Феномен“ (1976), на който той е сценарист.